# Adashino
Adashino is een hoorspel van Makoto Ooka, de Japanse inzending voor de Prix Italia 1967. Het werd vertaald door Nico Brink en de VPRO zond het uit op vrijdag 27 december 1968, van 20:00 tot 20:45 uur. De regisseur was Jan Wegter.

## Rolbezetting
- Hans Veerman (Natsuo)
- Corry van der Linden (waarzegster)
- Dogi Rugani, Nel Snel & Trudy Libosan (vrouwenstemmen)

## Inhoud
Adashino is de naam van een uitgestrekte vlakte in de omgeving van Kyoto, die haar bekendheid in vervlogen eeuwen dankte aan het feit dat de lijken van de in de strijd gesneuvelde soldaten en van arme mensen daar werden achtergelaten om er te vergaan in regen, wind en zon. Bij de kleine Nembutsudera-tempel staan op dit ogenblik nog meer dan zevenduizend kleine Boeddhabeelden, die in de Middeleeuwen zijn opgericht om de geesten te troosten van de talloze onbekenden die op de vlakte van Adashino aan weer en wind werden overgeleverd.
Het woord “adashino” symboliseerde op den duur de vergankelijkheid van het menselijk leven en de betrekkelijkheid van elk stoffelijk bezit. In dit hoorspel wordt dat begrip bovenal betrokken op de liefdesrelatie tussen man en vrouw. De hoofdpersoon is een man die ten gevolge van een zakelijk echec een kritiek punt in zijn leven heeft bereikt. Met als intermediair een waarzegster (die volgens dat tradities van het klassieke Noh-spel evenals hij zelf de rollen speelt van zowel de nu levende mensen als van hun vroegere incarnaties) is hij in staat zich in een vroegere belichaming te aanschouwen. Aldus wordt hij zich in een dramatisch spanningsverloop bewust van zijn lotsbestemming…